# Angeduc
Angeduc – miejscowość i gmina we Francji, w regionie Nowa Akwitania, w departamencie Charente.
Według danych na rok 1990 gminę zamieszkiwało 105 osób, a gęstość zaludnienia wynosiła 29 osób/km² (wśród 1467 gmin regionu Poitou-Charentes Angeduc plasuje się na 885. miejscu pod względem liczby ludności, natomiast pod względem powierzchni na miejscu 1118.).